# 名取良太
名取 良太（なとり りょうた、1974年 - ）は、日本の政治学者。関西大学総合情報学部教授。専門は現代政治分析。

## 来歴・人物
東京都生まれ。1996年慶應義塾大学法学部政治学科卒業、2000年同大学院法学研究科博士課程単位取得。
慶應義塾大学、学習院大学法学部9講師を経て、2000年関西大学総合情報学部専任講師、2003年同助教授、2007年同准教授、2010年より教授。2022年4月、関西大学総合情報学部の学部長に就任。

## 著作
- 『地方自治の実証分析』（共著、慶應義塾大学出版会、1998年）
- 『地方自治の国際比較』（共著、慶應義塾大学出版会、2001年）
- 「補助金改革と地方の政治過程」『レヴァイアサン』33号（木鐸社、2003年）
- 「選挙制度改革と利益誘導政治」『選挙研究』17号（木鐸社、2002年）